# Escala de mania de Young
A Escala de Mania de Young (Young Mania Rating Scale - YMRS), desenvolvida por Vincent E Ziegler e popularizada por Robert Young, é um questionário de diagnóstico de escolha múltipla com onze itens que os psiquiatras usam para medir a presença e gravidade da mania e outros sintomas associados.  A escala foi originalmente desenvolvida para uso na avaliação de pacientes adultos com transtorno bipolar, mas desde então foi adaptada para uso em pacientes pediátricos . A escala é amplamente utilizada por clínicos e pesquisadores na avaliação, diagnóstico e quantificação da sintomatologia maníaca.
Uma escala semelhante foi desenvolvida posteriormente para permitir que os médicos entrevistassem os pais sobre os sintomas de seus filhos, a fim de determinar um melhor diagnóstico de mania em crianças. Esta versão para os pais (P-YMRS) pode ser preenchida por um pai ou professor para determinar se a criança deve receber avaliação adicional de um psicólogo ou psiquiatra.  Estudos clínicos demonstraram a confiabilidade e validade da versão original da escala, que foi encontrada para fornecer “informações clinicamente significativas sobre transtornos de humor na juventude”. O P-YMRS consegue identificar a maioria dos casos de transtorno bipolar infantil, mas também tem uma taxa de falsos positivos extremamente alta. 